# جوزيف أكرويد
جوزيف أكرويد هو سياسي أمريكي، ولد في 23 نوفمبر 1847، وتوفي في 15 مارس 1915. نشط حزبياً في الحزب الديمقراطي. وقد انتخب عضو جمعية ولاية نيويورك ‏ وانتخب عضو مجلس ولاية نيويورك ‏.